# شهرستان لامار (تگزاس)
شهرستان لمار، تگزاس (به انگلیسی: Lamar County, Texas) یک سکونتگاه مسکونی در ایالات متحده آمریکا است که در تگزاس واقع شده‌است.

## خصوصیات
شهرستان لمار ۲٬۴۱۶٫۴۷ کیلومترمربع مساحت دارد.